# مقاطعة إيروكوي (إلينوي)
مقاطعة إيروكوي (بالإنجليزية: Iroquois County)‏ هي إحدى المقاطعات في ولاية إلينوي في الولايات المتحدة الأمريكية.

## معرض صور

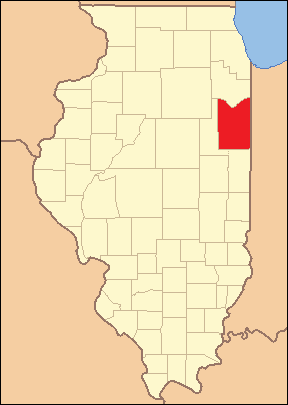
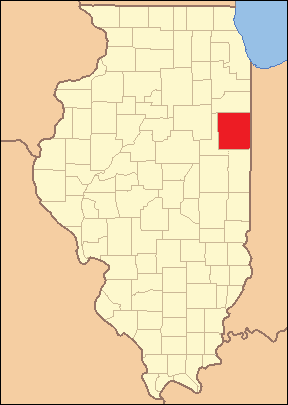
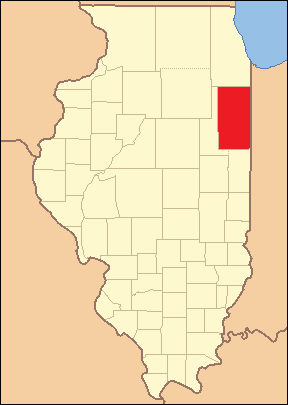

## أعلام
- ماري أغنيس تشيس
- إي. بي. دين